# Olszewo-Borki (gemeente)
De gemeente Olszewo-Borki is een landgemeente in het Poolse woiwodschap Mazovië, in powiat Ostrołęcki.
De zetel van de gemeente is in Olszewo-Borki.
Op 30 juni 2004 telde de gemeente 9273 inwoners.

## Oppervlakte gegevens
In 2002 bedroeg de totale oppervlakte van gemeente Olszewo-Borki 195,75 km², waarvan:
- agrarisch gebied: 50%
- bossen: 43%

De gemeente beslaat 9,32% van de totale oppervlakte van de powiat.

## Demografie
Stand op 30 juni 2004:
| Omschrijving                   | Totaal | Totaal | Vrouwen | Vrouwen | Mannen | Mannen |
| ------------------------------ | ------ | ------ | ------- | ------- | ------ | ------ |
| eenheid                        | aantal | %      | aantal  | %       | aantal | %      |
| inwoners                       | 9273   | 100    | 4545    | 49      | 4728   | 51     |
| bevolkingsdichtheid (inw./km²) | 47,4   | 47,4   | 23,2    | 23,2    | 24,2   | 24,2   |

In 2002 bedroeg het gemiddelde inkomen per inwoner 1339,41 zł.

## Plaatsen
Antonie, Białobrzeg Bliższy, Białobrzeg Dalszy, Chojniki, Dobrołęka, Drężewo, Działyń, Grabnik, Grabowo, Grabówek, Kordowo, Kruki, Łazy, Mostowo, Mostówek, Nakły, Nowa Wieś, Nożewo, Olszewo-Borki, Przystań, Rataje, Rżaniec, Stepna-Michałki, Stepna Stara, Wyszel, Zabiele-Piliki, Zabiele Wielkie, Zabrodzie, Żebry-Chudek, Żebry-Ostrowy, Żebry-Perosy, Żebry-Sławki, Żebry-Stara Wieś, Żebry-Wierzchlas, Żebry-Żabin, Żerań Duży, Żerań Mały

## Aangrenzende gemeenten
Baranowo, Krasnosielc, Lelis, Młynarze, Ostrołęka, Rzekuń, Sypniewo